# Haydin Imre
Haydin Imre (Trencsén, 1866. december 18. - Budapest, 1912. szeptember 26.) országgyűlési képviselő.

## Élete
Középiskolái elvégzése után jogi tanulmányait Pozsonyban végezte el. Mint hírlapíró tevékenyen részt vett a pozsonyi magyarság mozgalmaiban.
Jogi tanulmányainak végeztével Trencsén vármegyei szolgálatba lépett, emellett folytatta irodalmi munkásságát magyar, német és szlovák nyelven. A pánszláv veszedelemről írt cikksorozatot. 1901-ben és 1905-ben a várnai kerület választotta meg képviselővé szabadelvű párti programmal. Az 1906-1910-i ciklusban nem volt tagja a parlamentnek. 1910-ben újra régi kerülete mandátumát nyerte el, nemzeti munkapárti programmal.
Trencsénben nyugszik.
A Magyar Újságírók Szövetsége tagja.

## Művei
- Magyarország és a lengyel szabadságharc.
- 1886 Két pozsonyi vértanú. Lőwy-Alkalay Ny. Pozsony.
- 1899 A besztercei völgyről. A trencsénvármegyei Természettudományi Egylet 1898/9. évkönyve.
- 1906 Két beszéd, melyet mondott k. Trencsén. Sándor Ferenc kvny.
- Trencsén Vármegye Szabályrendeletei és elvi határozatai.